# Bobty
Bobty (lit. Babtai, j.żm. Babta) – miasteczko na Litwie, nad Niewiażą, w okręgu kowieńskim, w rejonie kowieńskim, siedziba starostwa Bobty; kościół, szkoła, urząd pocztowy. Miejscowość w roku 2001 liczyła 1715 mieszkańców.

## Historia
Rozwój miasteczka wiązał się z handlem drewnem. Spławiano je Niewiażą do Prus. Handel drewnem i produktami rolnymi przyciągnął do miejscowości Żydów. W 1878 roku gmina żydowska posiadała rabina Mosze Eliachu, syn Jakowa Bursteina. Pełnił on swe funkcje do wybuchu pierwszej wojny światowej. W 1880 roku istniała synagoga lub dom modlitwy. 
W chwili ukończenia linii kolejowej Tylża – Szawle – Ryga (1916) a także Kowno – Kłajpeda (1931), zamarł handel Niewiażą i transport drogowy. Przyniosło to Bobtom krach ekonomiczny. Wielu Żydów wyemigrowało (głównie do Stanów Zjednoczonych) lub przeniosło się do innych miast. W 1913 liczba Żydów mieszkających w Bobtach wynosiła 900 osób. W 1923 roku mieszkańców wyznania mojżeszowego było tylko 153.
W 1930 roku miasteczko spłonęło, ale po krótkim czasie zostało odbudowane.
Poza handlem, Żydzi utrzymywali się z pracy fizycznej, uprawy owoców oraz przewożenia towarów rzeką. Wedle spisu z 1931 roku posiadali: 2 przędzalnie, sklep z maszynami do szycia, cegielnię. W 1937 roku w Bobtach mieszkało 5 rzemieślników żydowskich: trzech rzeźników, piekarz i szewc.
W 1940 roku Litwę zaanektowali Sowieci.
Pod koniec czerwca 1941 roku Bobty zajęli Niemcy. Władzę w miasteczku przejęli nacjonaliści litewscy pod przewodnictwem byłego burmistrza oraz szefa miejscowej policji. 17 lipca 1941 roku nacjonaliści zamordowali 8 komunistów, w tym 6 Żydów. 28 sierpnia 1941 roku były burmistrz dowodził „akcją”, w trakcie której życie straciło 83 Żydów z miasteczka: 20 mężczyzn, 41 kobiet i 22 dzieci. Zanim padł rozkaz dokonania mordu, przywódca nacjonalistów wyłudził wszystkie oszczędności obiecując, że ochroni społeczność przed śmiercią. Ofiary pochowano w uprzednio wykopanych dołach w zagajniku nad Niewiażą, ok. 2 km od miasta, po prawej stronie drogi do Kłajpedy. Na początku lat 90. XX wieku w miejscu pochówku postanowiono pomnik upamiętniający ofiary.